# Lijst van onderscheidingen van Farah Diba
Keizerin Farah Diba (1938 - ) bezit de volgende onderscheidingen.
|    | rang                                                       | orde                                                                                                  | land                                       | datum                                                                     |
| -- | ---------------------------------------------------------- | --- | ------------------------------------------ | ------------------------------------------------------------------------- |
| 1  | Dame Grootkruis met Keten                                  | Orde van Pahlavi                                                                                      | Keizerrijk Iran                            |                                                                           |
| 2  | Dame Grootkruis                                            | Orde van de Zon                                                                                       | Keizerrijk Iran                            | 26 september 1967                                                         |
| 3  | Grootmeesteres                                             | Orde van de Pleiaden                                                                                  | Keizerrijk Iran                            | 21 december 1959                                                          |
| 4  |                                                            | Medaille van Keizer Mohammad Reza Pahlavi                                                             | Keizerrijk Iran                            |                                                                           |
| 5  |                                                            | Herinneringsmedaille ter gelegenheid van het 25e Eeuwfeest van de Stichting van het Keizerrijk Iran   | Keizerrijk Iran                            | 15 oktober 1971                                                           |
| 6  |                                                            | Medaille van Persepolis                                                                               | Keizerrijk Iran                            |                                                                           |
|    |                                                            | Herinneringsmedaille ter gelegenheid van de kroning van de Sjah van Iran in 1967                      | Keizerrijk Iran                            | 26 oktober 1967                                                           |
| 7  | Grootkruis                                                 | Orde van de Bevrijder San Martin                                                                      | Argentinië                                 | 17 mei 1965                                                               |
| 8  | Grote Ster (Bijzondere Klasse)                             | Ereteken van Verdienste voor de Republiek Oostenrijk                                                  | Republiek Oostenrijk                       | 12 april 1976 - 30 september 1965                                         |
| 9  | Grootlint                                                  | Leopoldsorde                                                                                          | Koninkrijk België                          | 26 november 1961                                                          |
| 10 | Grootkruis                                                 | Orde van het Zuiderkruis                                                                              | Brazilië                                   | 3 mei 1965                                                                |
| 11 | Dame Grootkruis                                            | Koninklijke Familieorde van de Kroon van Brunei                                                       | Staat Brunei Darussalam                    |                                                                           |
| 12 | Ie Klasse en de Keten                                      | Orde van de Witte Leeuw                                                                               | Tsjecho-Slowaakse Socialistische Republiek | 20 november 1969 (Ie Klasse) en 28 augustus 1977 (Ie Klasse met de Keten) |
| 13 | Ridder                                                     | Orde van de Olifant                                                                                   | Denemarken                                 | 3 mei 1963                                                                |
| 14 | Dame Grootkruis                                            | Orde van de Koningin van Sheba                                                                        | Keizerrijk Ethiopië                        | 14 september 1964                                                         |
| 15 | Grootkruis                                                 | Legioen van Eer                                                                                       | Frankrijk                                  | 16 oktober 1963                                                           |
| 16 | Bijzonder Grootkruis                                       | Orde van Verdienste van de Bondsrepubliek Duitsland                                                   | Bondsrepubliek Duitsland                   | 27 mei 1967                                                               |
| 17 | Dame Grootkruis                                            | Orde van Verdienste                                                                                   | Italiaanse Republiek                       | 15 december 1974                                                          |
| 18 | Dame Grootlint                                             | Orde van de Kostbare Kroon                                                                            | Japan                                      |                                                                           |
| 19 | Dame Grootkruis - Grootlint met Briljanten Speciale Klasse | Hoge Orde van de Onafhankelijkheid                                                                    | Hasjemitisch Koninkrijk Jordanië           | mei 1960                                                                  |
| 20 | Lid                                                        | Orde van de Kroon van het Rijk                                                                        | Maleisië                                   | 16 januari 1968                                                           |
| 21 | Dame Grootkruis                                            | Orde van de Nederlandse Leeuw                                                                         | Koninkrijk der Nederlanden                 | 26 september 1963                                                         |
| 22 |                                                            | Herinneringsmedaille ter gelegenheid van het Zilveren huwelijk van Koningin Juliana en Prins Bernhard | Koninkrijk der Nederlanden                 |                                                                           |
| 23 | Keten                                                      | Orde van de Azteekse Adelaar                                                                          | Mexico                                     |                                                                           |
| 24 | Eerste Klasse                                              | Orde van Mohammedi                                                                                    | Koninkrijk Marokko                         | 17 april 1968                                                             |
| 25 | Dame Grootkruis                                            | Orde van Sint-Olaf                                                                                    | Koninkrijk Noorwegen                       | 8 januari 1965                                                            |
| 26 | Ridder                                                     | Orde van de Glimlach                                                                                  | Polen                                      |                                                                           |
| 27 | Dame Grootkruis                                            | Orde van Isabella de Katholieke                                                                       | Koninkrijk Spanje                          | 13 november 1969                                                          |
| 28 | Ridder                                                     | Orde van de Serafijnen                                                                                | Koninkrijk Zweden                          | 29 april 1960                                                             |
| 29 | Dame Grootkruis                                            | Orde van het Koninklijk Huis van Chakri                                                               | Koninkrijk Thailand                        | 22 januari 1968                                                           |
| 30 | Dame Grootkruis                                            | Orde van Onafhankelijkheid                                                                            | Republiek Tunesië                          | 15 maart 1965                                                             |
| 31 | Grote Ster                                                 | Orde van de Grote Joegoslavische Ster                                                                 | Joegoslavië                                | 3 juni 1966                                                               |
| 32 | Ridder                                                     | Orde van de Aankondiging                                                                              | Italië                                     | 1976                                                                      |